# Diora Baird
Diora Baird (Miami, 6 april 1983) is een Amerikaans actrice en model. Ze maakte haar acteerdebuut met een eenmalige rol in een aflevering van The Drew Carey Show uit 2004. Haar filmdebuut volgde in 2005, als Vivian in Wedding Crashers.
Baird heeft met name verschijningen in films achter haar naam. Daarnaast speelde ze eenmalige gastrolletjes in onder meer Two and a Half Men, Gary Unmarried, Law & Order: Special Victims Unit, Psych en Shark.
Baird verscheen in augustus 2005 naakt in Playboy, waarvan ze die maand ook de cover sierde. Ze trouwde in 2013 met acteur Jonathan Togo, met wie ze in 2012 haar eerste kind kreeg, een zoon. Het huwelijk strandde in 2016.

## Filmografie
*Exclusief televisiefilms
| - The Missing Sister (2019) - My Daughter Vanished (2018) - Beautiful Girl (2014) - Concrete Blondes (2013) - Riddle (2013) - Last Call (2012) - Transit (2012) - Dry Run (2010) - Love Shack (2010) - 30 Days of Night: Dark Days (2010) - Quit (2010) - Hot Tub Time Machine (2010) - Let the Game Begin (2010) | - Stan Helsing (2010) - Night of the Demons (2009) - Star Trek (2009) - My Best Friend's Girl (2008) - South of Heaven (2008) - Young People Fucking (2007) - Brain Blockers (2007) - The Texas Chainsaw Massacre: The Beginning (2006) - Accepted (2006) - Fifty Pills (2006) - Bachelor Party Vegas (2006) - Hot Tamale (2006) - Wedding Crashers (2005) |

## Televisieseries
*Exclusief eenmalige (gast)rollen
- Cobra Kai - Shannon (2018-2019, vier afleveringen)
- Angel from Hell - Brandi (2016, drie afleveringen)
- Shameless - Meg (2012-2013, vier afleveringen)
- Big Day - Kristin (2006-2007, drie afleveringen)

- Bibliothèque nationale de France: cb166199168 (data)
- International Standard Name Identifier: 0000 0000 4628 1304
- Library of Congress Control Number: no2007080660
- Virtual International Authority File: 36699589
- WorldCat: E39PBJr7PRGm3jPDvJWpJxFxjC